# Ковбель Семен Федорович
Семен Федорович Ковбель (*15 лютого 1877, Борщів — †3 січня 1966, Торонто) — український поет, драматург, гуморист.

## З біографії
Народився 15 лютого 1877 року у місті Борщеві тепер Тернопільської області (за іншими даними 25 січня 1877 року у с. Борщеві в Галичині). Закінчив школу, з 12 років почав працювати. Емігрував до Канади в 1908 році (за іншими даними — 1909), поселився у Вінніпезі, будував церкви. Був головою Українського народного дому у Вінніпезі, членом управи «Українського Червоного Хреста», засновником драматичного товариства «Боян». У 1942 році переїхав до Торонто.
Відзначений Шевченківською медаллю (1961). Помер 3 січня 1966 року у Торонто.

## Творчість
Автор віршів, оповідань, драматичних творів «Новий вертеп» (1918), «Дівочі мрії» (1918, 1920), «Парубочі мрії» (1942), «Вірна сестра — то золото» (1939), «Українізація» (1939), «Делегація до раю» (1939), «Повісився» (1939), «Несподівана пісня», «Скарб в жебрачій торбі», «Батурин», «Там, де червоні маки цвіли», «Святий Николай в Канаді».